# Babakan Sadeng
Babakan Sadeng is een bestuurslaag in het regentschap Bogor van de provincie West-Java, Indonesië. Babakan Sadeng telt 8549 inwoners (volkstelling 2010).